# Vadodara Airport
Vadodara Airport (engelska: Civil Airport Harni) är en flygplats i Indien.   Den ligger i distriktet Vadodara och delstaten Gujarat, i den centrala delen av landet, 800 km sydväst om huvudstaden New Delhi. Vadodara Airport ligger 37 meter över havet.
Terrängen runt Vadodara Airport är mycket platt. Runt Vadodara Airport är det mycket tätbefolkat, med 2 711 invånare per kvadratkilometer. Närmaste större samhälle är Vadodara, 4,5 km söder om Vadodara Airport. Runt Vadodara Airport är det i huvudsak tätbebyggt.